# Mailis Pokk
Mailis Pokk (ur. 13 maja 1992 w Tartu) – estońska koszykarka występująca na pozycji silnej skrzydłowej, reprezentantka kraju, od 2023 zawodniczka Enea AZS-u Politechniki Poznań.
13 stycznia 2023 dołączyła do Enea AZS-u Politechniki Poznań.

## Osiągnięcia
Stan na 10 lutego 2024, na podstawie, o ile nie zaznaczono inaczej.

### Drużynowe
- Mistrzyni:
  - Niemiec (2013, 2018, 2021)
  - Estonii (2011, 2015, 2016)
- Wicemistrzyni:
  - Niemiec (2017)
  - Estonii (2014)
- Zdobywczyni pucharu:
  - Niemiec (2020, 2021)
  - Estonii (2015, 2016)
- Finalistka Pucharu Niemiec (2017)
- Uczestniczka międzynarodowych rozgrywek Eurocup (2016–2019, 2021/2022)

### Indywidualne
- Zaliczona do:
  - I składu ligi łotewsko-estońskiej (2014)
  - II składu ligi estońskiej (2010)

### Reprezentacja
Seniorska
- Uczestniczka kwalifikacji do Eurobasketu (2013, 2015, 2017, 2019, 2021, 2023)

Młodzieżowe
- Uczestniczka mistrzostw Europy dywizji B:
  - U–20 (2011 – 10. miejsce)
  - U–16 (2008 – 16. miejsce)[5]